# Stenopterus ater
Stenopterus ater är en skalbaggsart som först beskrevs av Carl von Linné 1767.  Stenopterus ater ingår i släktet Stenopterus och familjen långhorningar.
Artens utbredningsområde är:
- Corsica.
- Frankrike.
- Portugal.

Inga underarter finns listade i Catalogue of Life.

## Bildgalleri

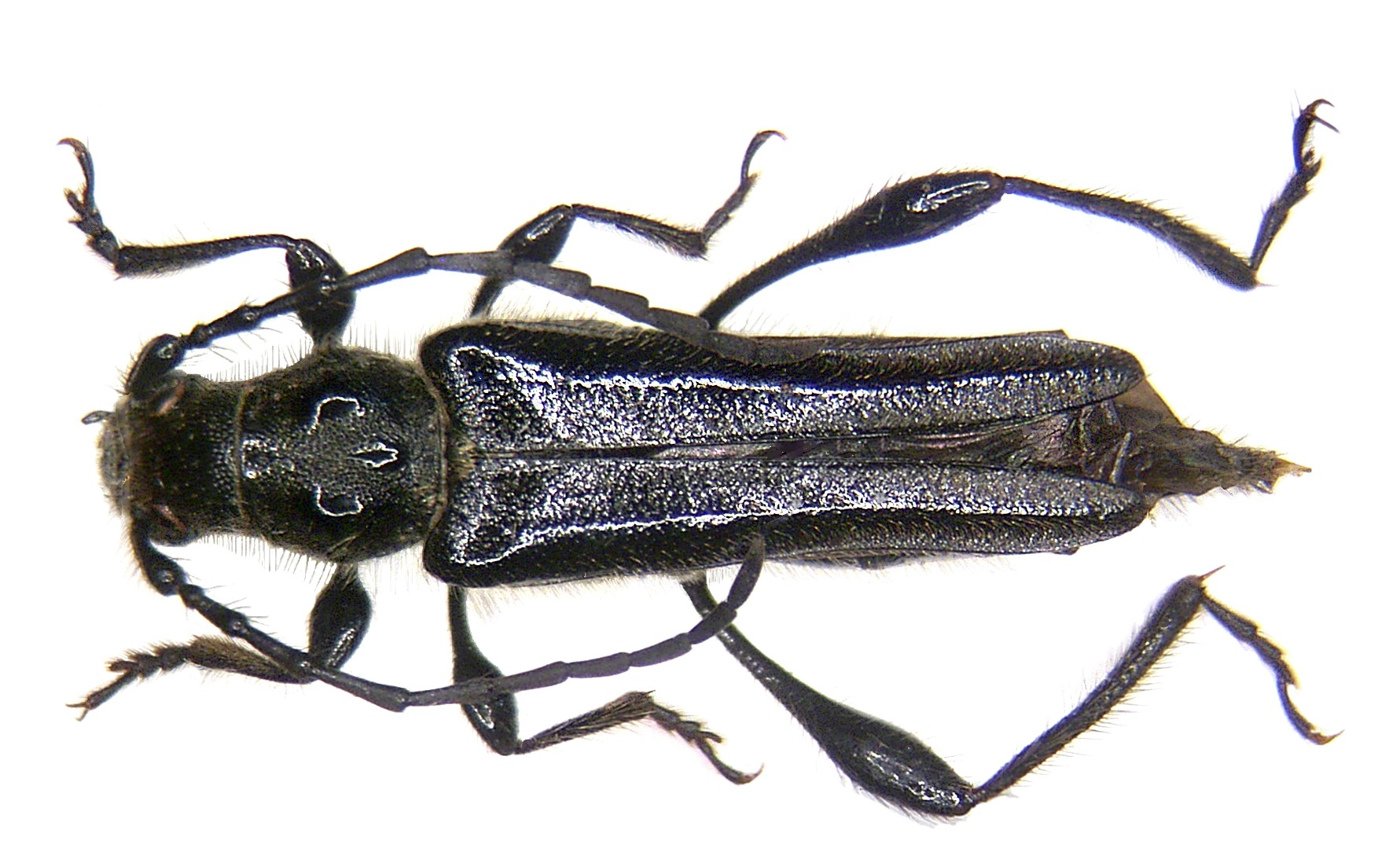
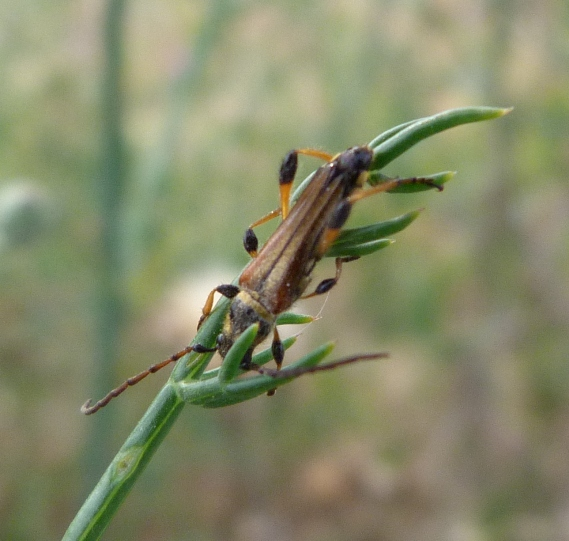